# Officier d'état civil
Un officier d'état civil (ou directeur de l'état civil dans certains endroits)  est la personne chargée de porter sur le registre d'état civil les événements prévus par la loi.

## Droit par pays

### Canada
Les provinces ont une compétence en matière de propriété et de droits civils en vertu de la Constitution du Canada (art. 92 (13) de la Loi constitutionnelle de 1867). Les fonctions de responsable de l'état civil relèvent donc de la loi provinciale.

#### Québec
En droit québécois, c'est le directeur de l'état civil qui doit dresser les actes de naissance, mariage, union civile et décès et qui délivre les copies de ces documents. Le directeur de l'état civil est une institution créée en 1994 par l'entrée en vigueur du Code civil du Québec.
Auparavant, entre 1866 et 1993 sous le régime du Code civil du Bas-Canada (et avant cela depuis la fondation de la Nouvelle-France au XVIIe siècle), des milliers d'officiers publics administraient l'état civil, pour l'essentiel des ministres de culte et des protonotaires. Dans l'ancien système, l'état civil coïncide plus ou moins avec le statut de baptisé puis de membre d'une paroisse, car l'État a recours aux membres du clergé pour faire le travail de registre civil à sa place.

### France
En France, les officiers d'état civil sont essentiellement les maires et leurs adjoints depuis la Révolution française, mais certains fonctionnaires du Ministère des Affaires étrangères le sont également. Il s'agit notamment des  ambassadeurs et les consuls, , ainsi que de certains agents du service central d'état civil de ce ministère.

### Belgique
Le cas de la Belgique est essentiellement le même que celui de la France, si ce n'est par la terminologie : au lieu de maire on parle de bourgmestre et au lieu d'adjoint au maire, d'échevin. Il n'y a en général qu'un seul officier de l'état-civil par commune, qui est souvent le bourgmestre, mais qui peut être un échevin de l'état-civil si la commune en possède un. Comme pour les Français, les ambassadeurs et consuls de la Belgique sont habilités à tenir les registres de l'état civil concernant les Belges qui se trouvent dans leur juridiction, sans porter atteinte, le cas échéant, à l'obligation des Belges résidant à l'étranger de faire enregistrer leurs naissances, mariages, décès, etc. conformément aux lois de leur pays de résidence.

### Luxembourg
Le cas du Luxembourg est proche de celui de la Belgique et en reprend les terminologies (Bourgmestre et échevin).

### Suisse

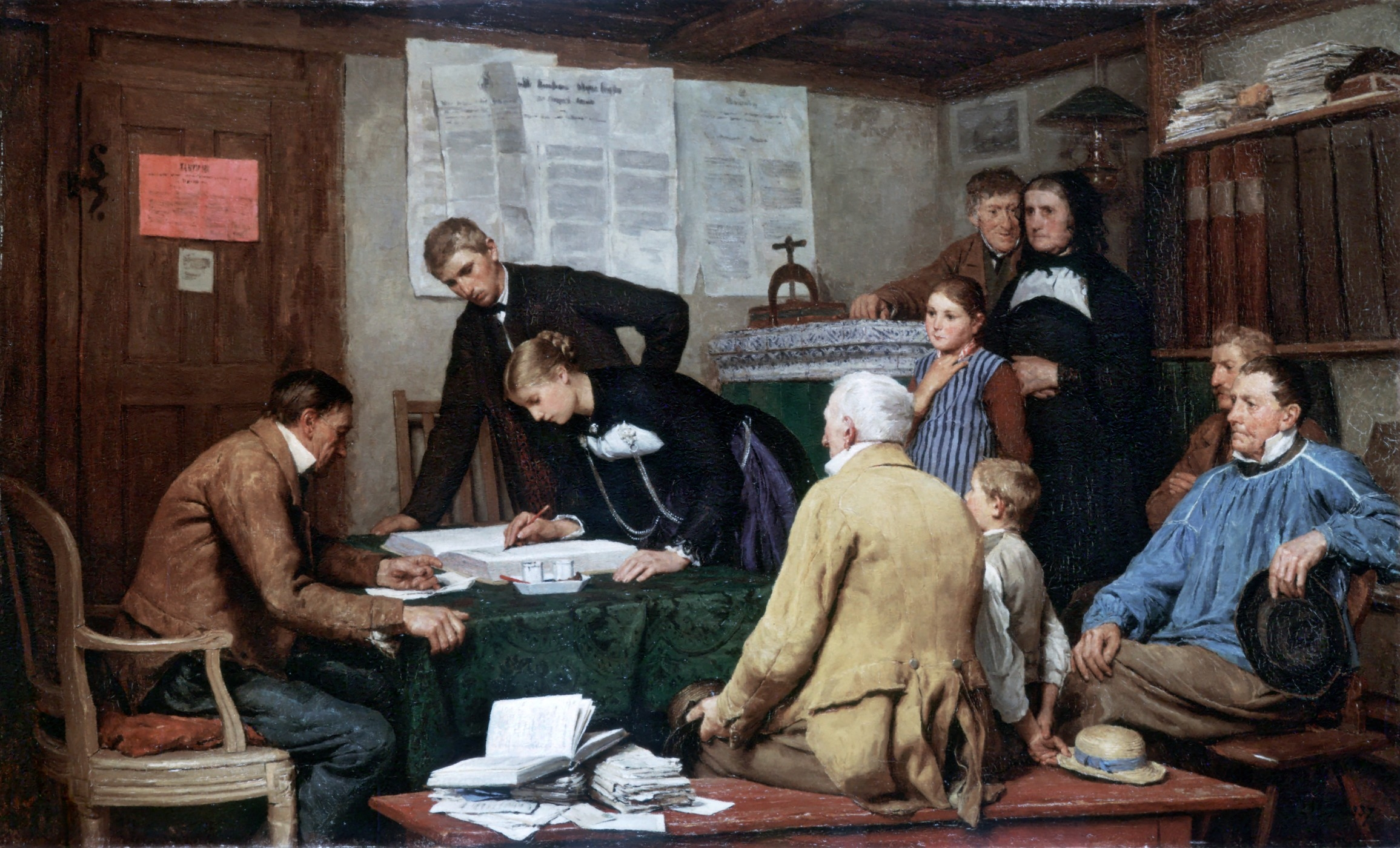
Mariage en Suisse (Albert Anker, 1887).

En Suisse, les officiers d'état civil sont des membres de la fonction publique.
Selon le Code civil suisse, les officiers d'état civil suisse ont quatre tâches principales. Ils tiennent les registres (comme le registre d'état civil). Ils établissent les communications avec d'autres officers et délivrer les extraits desdits registres. De plus, ils dirigent la procédure du mariage et célèbrent ce dernier. Enfin, ils reçoivent les déclarations relatives à l'état civil.
Pour devenir officier d'état civil, une personne doit être de nationalité suisse, avoir l'exercice des droits civils (ne pas être sous tutelle) et être titulaire du brevet fédéral de l'officier de l'état civil. Les cantons peuvent prévoir des conditions supplémentaires pour leur nomination ou leur élection. En 2018, seuls les cantons du Tessin et de Genève prévoient la possibilité aux membres d'exécutifs communaux d'exercer comme officiers d'état civil pour la célébration du mariage.
Les officiers d'état civils sont représentés au niveau suisse par l'Association suisse des officiers de l'état civil depuis 1927. Il agit comme organisation professionnelle, édictant entre autres les règles d'examen pour le brevet fédéral nécessaire pour exercer la profession.